# Lào tại Thế vận hội Mùa hè 2008
Lào tham dự Thế vận hội Mùa hè 2008 tại Bắc Kinh.

## Điền kinh
| Vận động viên           | Nội dung | Sơ kết  | Sơ kết | Tứ kết  | Tứ kết  | Bán kết | Bán kết | Chung kết | Chung kết |
| Vận động viên           | Nội dung | Kết quả | Hạng   | Kết quả | Hạng    | Kết quả | Hạng    | Kết quả   | Hạng      |
| ----------------------- | -------- | ------- | ------ | ------- | ------- | ------- | ------- | --------- | --------- |
| Souksavanh Tonsacktheva | 100m nam | 11.51   | 78     | Bị loại | Bị loại | Bị loại | Bị loại | Bị loại   | Bị loại   |
| Philaylack Sackpaseuth  | 100m nữ  | 13.82   | 81     | Bị loại | Bị loại | Bị loại | Bị loại | Bị loại   | Bị loại   |

## Bơi
| Vận động viên           | Nội dung        | Tứ kết    | Tứ kết | Bán kết   | Bán kết | Chung kết | Hạng |
| Vận động viên           | Nội dung        | Thời gian | Hạng   | Thời gian | Hạng    | Thời gian | Hạng |
| ----------------------- | --------------- | --------- | ------ | --------- | ------- | --------- | ---- |
| Thepphithak Chindavong  | 50m bơi sải nam | 29.31     | 1      | Bị loại   | Bị loại | Bị loại   | 86   |
| Vilayphone Vongphachanh | 50m bơi sải nữ  | 34.79     |        | Bị loại   | Bị loại | Bị loại   | 84   |